# Ochiaz
Ochiaz est une ancienne commune française du département de l'Ain. En 1973, la commune fusionne avec Vouvray et Châtillon-de-Michaille sous la commune de Châtillon-en-Michaille.

## Histoire
En 1973, la commune est absorbée avec Vouvray par Châtillon-de-Michaille.

## Politique et administration

### Liste des maires
Les maires successifs d'Ochiaz sont listés dans le tableau ci-dessous.
| Période                                  | Période | Identité                  | Étiquette | Qualité |
| ---------------------------------------- | ------- | ------------------------- | --------- | ------- |
| 1792                                     | 1794    | Étienne Marinet           |           |         |
| 1794                                     | 1800    | François Morel-Favre      |           |         |
| 1800                                     | 1800    | Favre-Bezelon             |           |         |
| 1800                                     | 1801    | Étienne Favre-Morel       |           |         |
| 1801                                     | 1801    | François Favre-Corsier    |           |         |
| 1801                                     | 1808    | Jean-Joseph Favre-Corsier |           |         |
| 1808                                     | 1810    | François Favre            |           |         |
| 1810                                     | 1815    | Simon Maurier             |           |         |
| 1815                                     | 1821    | Étienne Marinet           |           |         |
| 1821                                     | 1829    | François Favre-Bezelon    |           |         |
| 1829                                     | 1837    | Jean Favre-Corsier        |           |         |
| 1837                                     | 1843    | Jean Maurier              |           |         |
| 1843                                     | 1852    | Jean Marinet              |           |         |
| 1852                                     | 1856    | Jean-Joseph Favre-Girod   |           |         |
| 1856                                     | 1856    | Pierre Marinet            |           |         |
| 1856                                     | 1865    | Jean-Joseph Favre-Girod   |           |         |
| 1865                                     | 1870    | Jean Favre                |           |         |
| 1870                                     | 1876    | Nicolas Schlotter         |           |         |
| 1876                                     | 1881    | Honoré Favre              |           |         |
| 1881                                     | 1886    | Nicolas Schlotter         |           |         |
| 1886                                     | 1900    | François Favre            |           |         |
| 1900                                     | 1919    | Louis Favre               |           |         |
| 1919                                     | 1929    | Marius Favre              |           |         |
| 1929                                     | 1941    | Émile Rochaix             |           |         |
| 1941                                     | 1943    | Albert Jacquin            |           |         |
| 1943                                     | 1944    | Louis Brun                |           |         |
| 1944                                     | 1945    | Claudius Gudin            |           |         |
| 1945                                     | 1947    | Émile Rochaix             |           |         |
| 1947                                     | 1959    | Louis Vuaillat            |           |         |
| 1959                                     | 1973    | Gilbert Favre             |           |         |
| Les données manquantes sont à compléter. |         |                           |           |         |

## Population et société

### Démographie
L'évolution du nombre d'habitants est connue à travers les recensements de la population effectués dans la commune depuis 1793. Pour les communes de plus de 10 000 habitants les recensements ont lieu chaque année à la suite d'une enquête par sondage auprès d'un échantillon d'adresses représentant 8 % de leurs logements, contrairement aux autres communes qui ont un recensement réel tous les cinq ans,.

En 1968, la commune comptait 162 habitants, en évolution de −7,43 % par rapport à 1962 (Ain : +5,15 %, France hors Mayotte : +2,11 %).
| 1793 | 1800 | 1806 | 1821 | 1831 | 1836 | 1841 | 1846 | 1851 |
| ---- | ---- | ---- | ---- | ---- | ---- | ---- | ---- | ---- |
| 272  | 353  | 361  | 449  | 380  | 417  | 409  | 471  | 476  |

| 1856 | 1861 | 1866 | 1872 | 1876 | 1881 | 1886 | 1891 | 1896 |
| ---- | ---- | ---- | ---- | ---- | ---- | ---- | ---- | ---- |
| 458  | 436  | 443  | 438  | 405  | 374  | 403  | 411  | 403  |

| 1901 | 1906 | 1911 | 1921 | 1926 | 1931 | 1936 | 1946 | 1962 |
| ---- | ---- | ---- | ---- | ---- | ---- | ---- | ---- | ---- |
| 318  | 295  | 270  | 252  | 240  | 204  | 192  | 179  | 175  |

| 1968 | - | - | - | - | - | - | - | - |
| ---- | - | - | - | - | - | - | - | - |
| 162  | - | - | - | - | - | - | - | - |

## Culture locale et patrimoine

### Lieux et monuments
- Église Saint-Étienne, rue Saint-Étienne.

## Pour approfondir